# Neusäß
Neusäß település Németországban, azon belül Bajorországban. Lakosainak száma 23 251 fő (2023. december 31.). Neusäß Stadtbergen, Gersthofen és Diedorf községekkel határos.

## Népesség
A település népessége az elmúlt években az alábbi módon változott:
| Lakosok száma | 11 555 | 19 042 | 21 784 | 21 750 | 21 480 | 21 087 | 21 377 | 21 861 | 22 058 | 23 251 |
|               | 1961   | 1987   | 1995   | 2006   | 2008   | 2011   | 2013   | 2016   | 2019   | 2023   |